# Rede Liberal
Rede Liberal é uma rede de televisão brasileira sediada em Belém, PA. Surgiu em 1989, com a inauguração da TV Liberal Castanhal. Inicialmente as transmissões eram feitas por sistema de microondas, captando o sinal diretamente da torre da TV Liberal Belém. Por causa da distância, as emissoras implantadas posteriormente em Marabá, Altamira e Parauapebas geravam programação local própria e tinham como principal geradora a Rede Globo.   
Em 1997, a emissora iniciou suas transmissões via satélite para substituir o sistema de microondas. Os telejornais gerados pela TV Liberal Belém passaram a ser vistos também no interior.  
Atualmente, a Rede Liberal é composta por sete emissoras de TV, além de várias outras retransmissoras que cobrem todo o estado do Pará, exceto em partes da região oeste do estado, que é coberta pela TV Tapajós, outra afiliada da TV Globo no estado. 
As emissoras componentes da rede apenas retransmitem os programas gerados pela TV Liberal Belém e inserem comerciais locais, e não geram programas desde 2006 com a extinção dos blocos locais do Jornal Liberal, do Lib Cidade em 2010 e do Liberal Comunidade em 2014. Como apenas a TV Liberal Belém tem sinal de satélite e licença de geradora, a cobertura das emissoras do interior está restrita apenas aos municípios onde estão sediadas. 
A rede também possuiu emissoras locais nos municípios de Itaituba e Tucuruí, que na prática funcionaram até 31 de dezembro de 2019, com o encerramento dos seus respectivos departamentos comerciais (uma vez que elas não geravam programas locais). Desde então, estas localidades recebem a programação gerada em Belém na íntegra.

## Emissoras

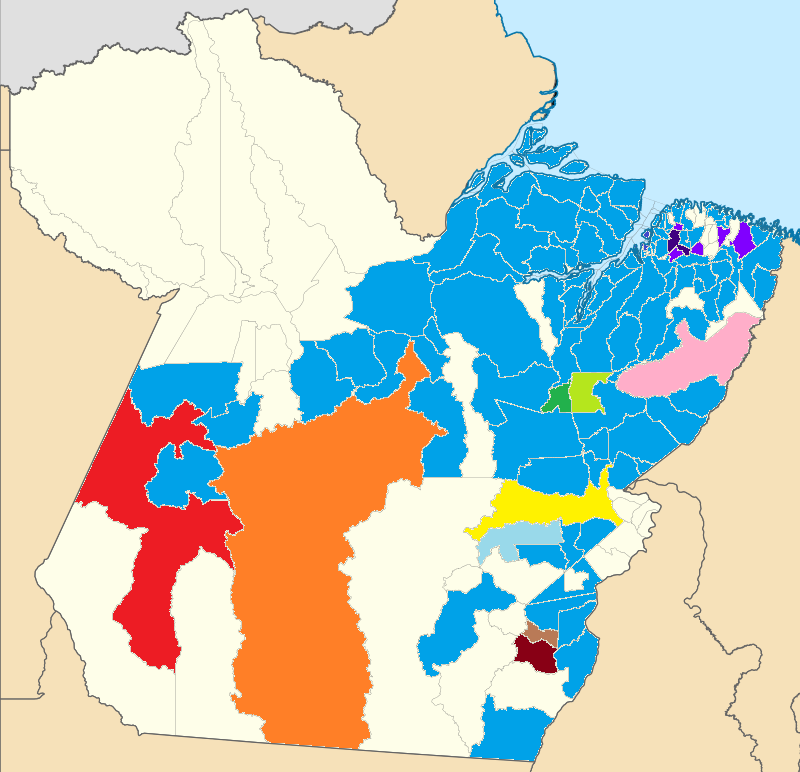
Divisão da área de cobertura da Rede Liberal por emissora (até dezembro de 2019)

| Prefixo | Emissora               | Canal virtual | Canal digital | Localidade  |
| ------- | ---------------------- | ------------- | ------------- | ----------- |
| ZYB 222 | TV Liberal Belém       | 7.1           | 21 UHF        | Belém       |
| —       | TV Liberal Altamira    | 13.1          | 22 UHF        | Altamira    |
| —       | TV Liberal Castanhal   | 11.1          | 49 UHF        | Castanhal   |
| —       | TV Liberal Marabá      | 5.1           | 43 UHF        | Marabá      |
| —       | TV Liberal Parauapebas | 12.1          | 21 UHF        | Parauapebas |
| —       | TV Liberal Paragominas | 8.1           | 21 UHF        | Paragominas |
| —       | TV Liberal Redenção    | 9.1           | 21 UHF        | Redenção    |